# Tröllafoss
Tröllafoss är ett vattenfall i republiken Island. Det ligger i regionen Höfuðborgarsvæði, i den sydvästra delen av landet. Detta 10 meter höga vattenfall i Leirvogsá ligger cirka 2 km norr om Þingvallavegur, S36, men är tillgängligt via stigar till gårdarna.